# Pseudodiaptomus inopinus
Pseudodiaptomus inopinus är en kräftdjursart som beskrevs av Burckhardt 1913. Pseudodiaptomus inopinus ingår i släktet Pseudodiaptomus och familjen Pseudodiaptomidae. Inga underarter finns listade i Catalogue of Life.